# Moûtiers
Moûtiers é uma comuna francesa na região administrativa de Auvérnia-Ródano-Alpes, no departamento de Saboia. Estende-se por uma área de 3,161 km². Em 2010 a comuna tinha 3 968 habitantes (densidade: 1,3 hab./km²).